# Champion (Kämpfer)
Im Frühmittelalter war ein Champion (frz. [ʃɑ̃ˈpjɔ̃], von lat. campus Feld auch im Sinne von Schlachtfeld, zu deutsch auch Lohnkempe bzw. Lohnkämpfer) ein Kämpfer, der bei gerichtlichen Zweikämpfen für einen bestimmten Lohn einen der Beteiligten vertrat. Insbesondere Frauen, Kinder, alte Menschen und Behinderte hatten das Recht, solche Stellvertreter aufzubieten, sofern ihnen nicht Majestätsbeleidigung oder Mord an den Eltern zur Last gelegt wurde. Die Zweikämpfe waren Bestandteil des Gerichtsverfahrens und dienten zunächst als Entscheidungsmittel, später dann der Beweiserhebung.
Da es in den Rechtskämpfen im wahrsten Sinne um Leben und Tod ging, gingen die Kämpfer stets ein großes Risiko ein. Auch wenn der unterlegene Champion den Zweikampf unverletzt überstand, war seine körperliche Unversehrtheit nicht gesichert. Die Zeile im Schwabenspiegel „Der da sigelos wirt dem sleht man die hant ab“ wurde so ausgelegt, dass hiervon nicht nur die Eideshelfer, sondern auch die Kempen betroffen waren. Da die Niederlage im gottgerichtlichen Kampf einem Meineid gleichgesetzt wurde, riskierte auch der Lohnkempe den Verlust seiner Schwurhand. Ein möglicher Ausweg bestand allerdings darin, die Hand durch finanzielle Zahlungen an die Richter freikaufen zu lassen, wodurch der Kempe lediglich einen Teil seines Lohns verlor.
Die als Berufskämpfer tätigen „Kempen“ gehörten im Allgemeinen der untersten gesellschaftlichen Klasse an und galten als ehrlos. Dieser Status war schon deshalb unvermeidlich, da sie sich mit jeder verlorenen Auseinandersetzung des Meineides schuldig machten. Unterstrichen wurde ihre gesellschaftlich verachtete Außenseiterrolle durch die Tatsache, dass weder reges – also regierenden Fürsten oder Königen – noch Geistlichen die persönliche Teilnahme an derartigen Kämpfen erlaubt war. Die Kempen mussten Kleidung aus Leder und bestimmte Waffen tragen, die ebenfalls als unehrenhaft galten. Sie durften nicht zu Pferde kämpfen und trugen verschnittene Haare. Trotzdem galten die Lohnkempen innerhalb des juristisch institutionalisierten Gerichtskampfes als unentbehrlich. Auch dadurch war es Angehörigen dieses Standes möglich, sozial aufzusteigen. Während fahrende Lohnkempen ehr- und rechtlos waren, konnten sesshaft gewordene und fest angestellte Kempen durchaus zu Besitz und Ansehen gelangen.
In Spanien trug der Cid den Beinamen el Campeador (span. „der Kämpfer“), der offenbar auf das siegreiche Bestehen von Zweikämpfen als Kampfesstellvertreter des Königs verweist. Auch in England ernannte man – wahrscheinlich zum ersten Mal unter König Richard II. – einen Champion des Königs, der alle zum Duell herauszufordern hatte, die den Fürsten nicht als gesetzlichen Herrscher der drei Reiche anerkennen wollten.
Später bezeichnete man als Champion allgemein einen Ritter, der für eine beleidigte Dame, für ein Kind oder für andere Kampfunfähige in die Schranken trat. Bei den spätmittelalterlichen Turnieren nannte man den Ritter, der darauf zu achten hatte, dass die versammelten Damen von niemandem beleidigt wurden, ebenfalls Champion.
Ein berühmter Lohnkämpfer aus dem 15. Jahrhundert war der Deutsche Hans Talhoffer.